# Boyden-Kammer

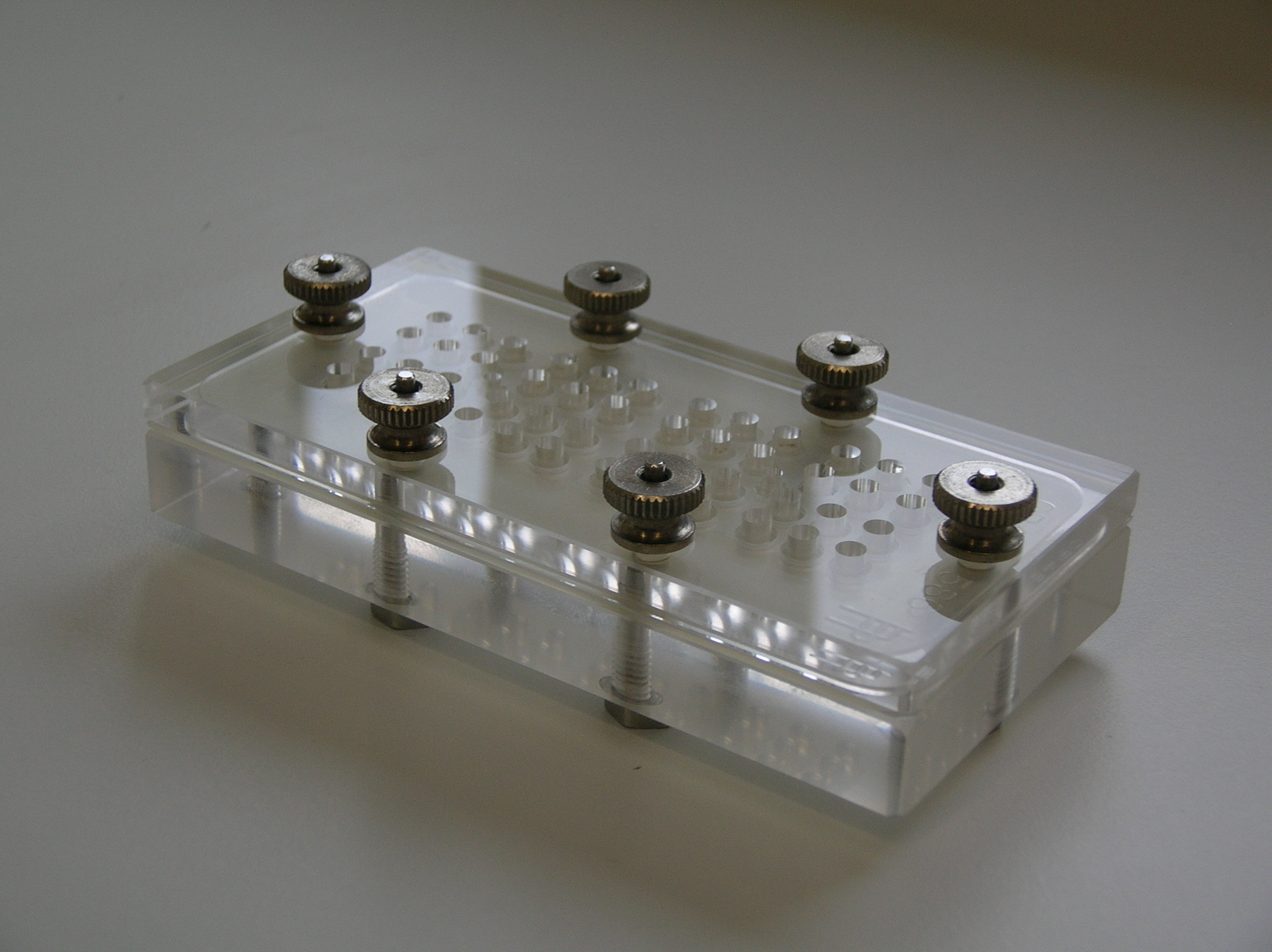
Boyden-Kammer

Die Boyden-Kammer ist ein Zellkulturgefäß, das in der Zellbiologie Verwendung findet. Die Kammer besteht aus zwei Abteilungen, die durch eine Membran mit Poren in der Größe von etwa 5 bis 10 µm getrennt sind. Die Boyden-Kammer wird vor allem bei Chemotaxisversuchen verwendet. Dabei wird in das eine Kompartiment eine Mischung aus einem Zellkulturmedium und der zu testenden Substanz eingebracht, in das andere Kompartiment Zellen im Zellkulturmedium. Durch Diffusion bildet sich in den Poren der Membran ein Konzentrationsgefälle, dem die Zellen versuchen zu folgen. Nach einer von den Versuchsbedingungen abhängigen Inkubationszeit werden die Zellen fixiert und ausgezählt, wie viele Zellen die Membran passiert haben.
Die Boyden-Kammer wurde von Stephen Boyden an der Australian National University in Canberra entwickelt und im August 1962 erstmals publiziert.